# Axylia extranea
Axylia extranea là một loài bướm đêm trong họ Noctuidae.